# Eenbloemige zeekraal
Eenbloemige zeekraal (Salicornia europaea subsp. disarticulata, basioniem: Salicornia disarticulata) is een eenjarige plant die behoort tot de amarantenfamilie. De soort staat op de Nederlandse Rode lijst van planten als zeer zeldzaam en stabiel of toegenomen. De plant komt van nature voor langs de zuidkust van Ierland en Engeland en in Noordwest-Frankrijk. Het aantal chromosomen is 2n = 18.
De plant wordt 2 tot 30 cm hoog en heeft meestal, rechtopstaande leden met vertakte, vrij korte dikke afstaande zijleden. De vlezige, tegen over elkaar staande, geelachtig-groene bladeren zijn paarsgewijs met elkaar en met de stengel vergroeid tot leden. Later verkleuren de bladeren naar bruinachtig of roze. De leden met bloemen zitten onderaan de schijnaar en worden 1,5 tot 6 mm lang. De schijnaar zelf is 0,5 tot 3,5 cm lang.
Eenbloemige zeekraal bloeit van augustus tot in november. De tweeslachtige bloemen staan meestal alleen in de deelbloeiwijze. De bloeiwijze is een schijnaar. De vergroeide bloemdekbladen vormen een 'perigoniumdekseltje', dat in de nazomer eerder rood tot donkerpaars kleurt dan de rest van de plant. De helmknoppen zijn 0,25 tot 0,55 mm lang.
De vrucht is een nootje. De zaden zijn sterk behaard en 0,6 tot 1,5 mm groot.

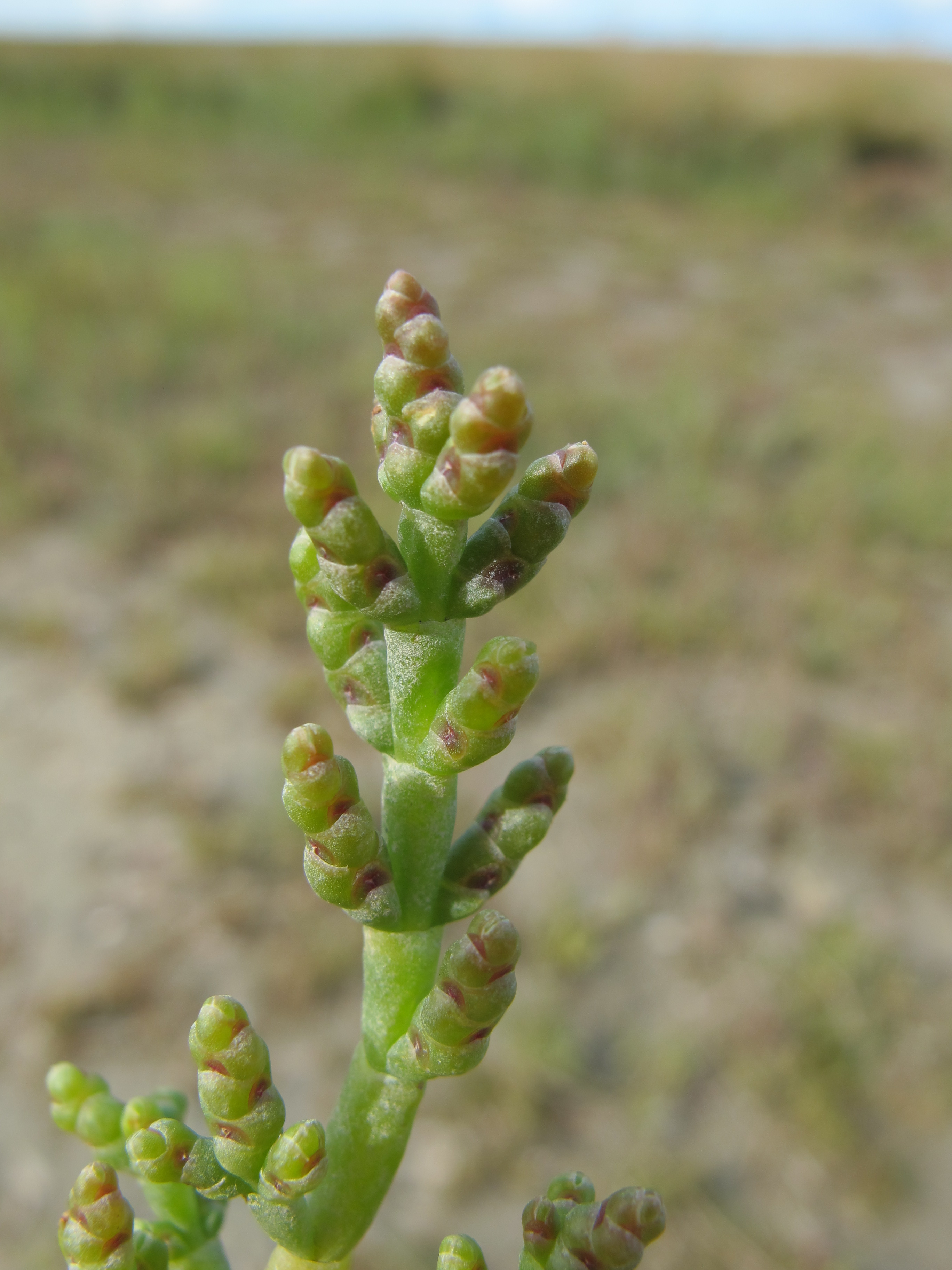
Schijnaar

## Ecologie en verspreiding
Eenbloemige zeekraal staat vooral op de hogere, open, zandige delen van de schor of kwelder (Puccinellion maritimae = zilte graslanden). De eerste vondst van deze kustbewoner werd gedaan in Zeeland in 1986, maar gericht herbariumonderzoek liet zien dat de soort in het verleden op een aantal andere plaatsen is aangetroffen. In  Nederland is de soort al eerder gevonden in de Balgzandpolder (1927), op het Amstelmeerstrand, op een dijk bij Midsland  op Terschelling en op drie plaatsen in Zeeland te weten Braakman, Viane en Rammekens. In 2011 is de soort weer gevonden in een aantal km-hokken op de Boschplaat van Terschelling. Hernieuwde aandacht voor deze soort heeft daarna meerdere vindplaatsen opgeleverd. Eenbloemige zeekraal is van onze andere zeekraalsoorten o.a. te onderscheiden doordat de deelbloeiwijzen in meerderheid eenbloemig zijn en dat de verkleuring, later in het seizoen, niet zoals bij alle andere zeekraalsoorten overal en gelijktijdig plaatsvindt, maar begint bij het perigoondekseltje. Bij andere zeekraalsoorten komen de zaden spontaan of door verrotting vrij, terwijl bij eenbloemige zeekraal de bloemdragende leden gedeeltelijk afvallen. Aangezien ze gedurende langere tijd een goed drijfvermogen hebben komen ze bij hogere waterstanden op de hogere delen van de kwelder terecht.